# Nesso

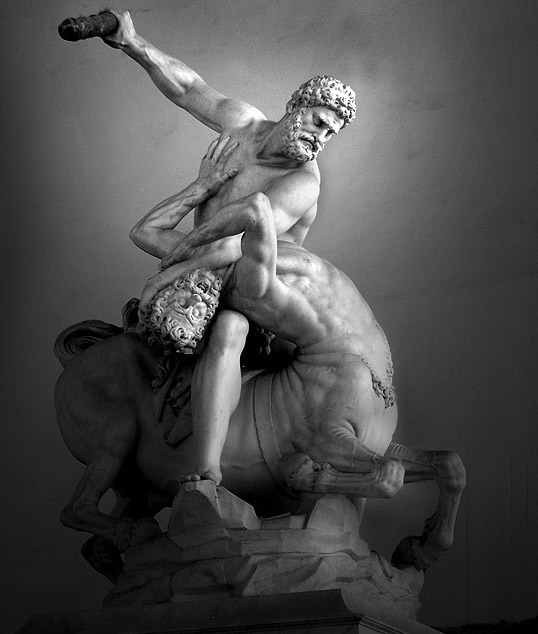
Héracles e Nesso por Giambologna, (1599), Florença.

De acordo com a mitologia grega, Nesso foi um centauro, filho de Ixion e Nefele, a Nuvem. Certa vez, Nesso tentou violentar Dejanira, mulher de Héracles, para se vingar do herói por lhe ter ofendido uma vez. Héracles matou o Nesso a flechadas. Antes de morrer, o centauro disse maliciosamente a Dejanira que seu sangue seria capaz de fazer Héracles amá-la para sempre. Quando o interesse de Herácles pela esposa se reduziu, Dejanira, sem saber que o sangue de Nesso era na verdade um poderoso veneno, o aplicou em uma túnica do marido. Quando Héracles vestiu a túnica, sentiu imediatamente o efeito do veneno, queimando sua carne, e acabou por morrer.

## Nesso na cultura popular
Nesso apareceu no filme Hércules no mundo dos mortos sendo interpretado pelo ator Cliff Curtis. No enredo Nesso era um centauro que trabalhava na forja da fazenda de Hércules e também cuidava de seu cavalo, chegando a ensinar ao semideus a arte de forjar metais, infelizmente tinha inveja de Hércules e cobiçava sua esposa Deianeira, o resto da sua história segue fiel a mitologia, até o eventos de sua morte, seguindo o roteiro do longa Hércules o reencontra no inferno, e o ataca no embate ele teleporta e Hercules colide com a parede machucando ombro, ele pensa que Hércules está morto, mas quando descobre que ele sobreviveu a capa amaldiçoada diz que Deianeira com remorso por ter pensado que o matou suicidou e está no reino dos mortos e para comprovar mostrou isso através de uma projeção onde Deianeira está nos Campos Elísios, ele fecha a projeção e Hércules chora pedindo que ele permita ver sua amada esposa por uma última vez, para torturar Hércules ele mostra projeção mais uma vez, então o semideus aproveita e salta por ela acessando os Campos Elísios .